# Anthrenus heptamerus
Anthrenus heptamerus is een keversoort uit de familie spektorren (Dermestidae). De wetenschappelijke naam van de soort werd in 1924 gepubliceerd door Paul de Peyerimhoff de Fontenelle.